# 古格湖
47°19′01″N 10°14′57″E / 47.31697°N 10.249166°E

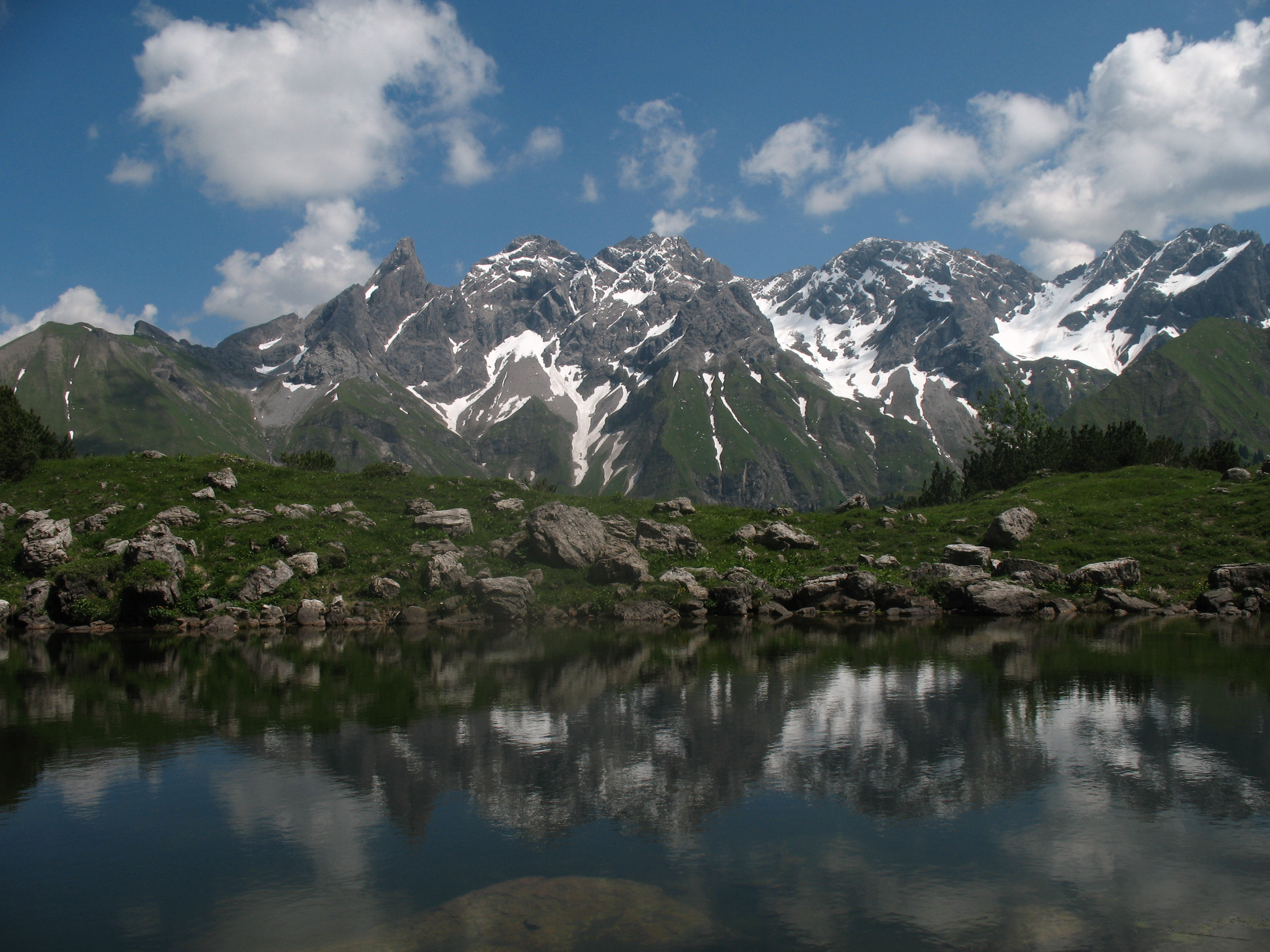

古格湖（德語：Guggersee），是德國的湖泊，位於該國東南部，由巴伐利亞負責管轄，處於上阿爾高縣，長0.05公里、寬0.03公里，面積0.0008平方公里，海拔高度1,709米，湖岸線長度0.12公里。